# Mycosphaerella effigurata
Mycosphaerella effigurata är en svampart som först beskrevs av Ludwig David von Schweinitz, och fick sitt nu gällande namn av Homer Doliver House 1921. Mycosphaerella effigurata ingår i släktet Mycosphaerella och familjen Mycosphaerellaceae.   Inga underarter finns listade i Catalogue of Life.